# Rádóckölked
Rádóckölked é um município da Hungria, situado no condado de Vas. Tem 18,95 km² de área e sua população em 2015 foi estimada em 298 habitantes.